# Тарнава (Долж)
Тарнава (рум. Târnava) насеље је у Румунији у округу Долж у општини Радован. Oпштина се налази на надморској висини од 123 m.

## Становништво
Према подацима из 2011. године у насељу је живело 371 становника.